# Czarodziejski las
Czarodziejski las / Śpiewający las (Čudesna šuma, ang.The Elm Chanted Forest) – film animowany z 1986 roku w reżyserii Milana Blažekovića i Doro Vlado Hreljanovića. Film animowany produkcji studia Croatia Film. Film powstał na podstawie utworu Sunčany Škrinjarić.

## Fabuła
Malarz, który zasypia pod magicznym drzewem otrzymuje cudowną moc, która pozwala mu nie tylko wspaniale rysować, ale również porozumiewać się ze stworzeniami z lasu. Dar otrzymał aby pomóc mieszkańcom lasu, które znalazły się w niebezpieczeństwie. Wspólnie walczą ze złym Kaktusowym Królem, który planuje zniszczyć magiczny las i jego mieszkańców, aby na tym miejscu mogły rosnąc kaktusy.

## Wersja polska
W Polsce film wszedł na ekrany kin w czerwcu 1989 roku.
Autorem plakatu w Polsce był Mirosław Łakomski.
- Wersja polska: Studio Opracowań Filmów w Warszawie
- Reżyseria: Krzysztof Szuster
- Dialogi: Halina Wodiczko
- Kierownictwo produkcji: Jan Szatkowski

Źródło:
Film został wydany na kasetach VHS przez NVC pod tytułem Śpiewający las.